# Лудвож
Лудвож — река в России, протекает по Сыктывдинскому району Республики Коми. Устье реки находится в 36 км по правому берегу реки Кылтымъю. Длина реки составляет 16 км, площадь водосборного бассейна 71 км².

## Данные водного реестра
По данным государственного водного реестра России относится к Двинско-Печорскому бассейновому округу, водохозяйственный участок реки — Вычегда от истока до города Сыктывкар, речной подбассейн реки — Вычегда. Речной бассейн реки — Северная Двина.
Код объекта в государственном водном реестре — 03020200112103000020085.